# PLGLB1
PLGLB1 (англ. Plasminogen-like B1) – білок, який кодується однойменним геном, розташованим у людей на 2-й хромосомі. Довжина поліпептидного ланцюга білка становить 96 амінокислот, а молекулярна маса — 10 971.
| 10         |  | 20         |  | 30         |  | 40         |  | 50         |
| ---------- |  | ---------- |  | ---------- |  | ---------- |  | ---------- |
| MEHKEVVLLL |  | LLFLKSGQGE |  | PLDDYVNTQG |  | PSLFSVTKKQ |  | LGAGSREECA |
| AKCEEDKEFT |  | CRAFQYHSKE |  | QQCVIMAENR |  | KSSIIIRMRD |  | AVLFEK     |

A: Аланін

C: Цистеїн

D: Аспарагінова кислота

E: Глутамінова кислота

F: Фенілаланін

G: Гліцин

H: Гістидин

I: Ізолейцин

K: Лізин

L: Лейцин

M: Метіонін

N: Аспарагін

P: Пролін

Q: Глутамін

R: Аргінін

S: Серин

T: Треонін

V: Валін

Секретований назовні.